# Vidovec Petrovski
Vidovec Petrovski falu Horvátországban Krapina-Zagorje megyében. Közigazgatásilag Krapina községhez tartozik.

## Fekvése
Krapina központjától 4 km-re délnyugatra, az A2-es autópálya mellett fekszik.

## Története
A falunak 1857-ben 325, 1910-ben 538 lakosa volt. Trianonig Varasd vármegye Krapinai járásához tartozott. 
2001-ben a falunak 118  lakosa volt.

## Külső hivatkozások
Krapina város hivatalos oldala